# Orthobula infima
Orthobula infima là một loài nhện trong họ Phrurolithidae.
Loài này thuộc chi Orthobula. Orthobula infima được Eugène Simon miêu tả năm 1896.